# آمادا (معبد)

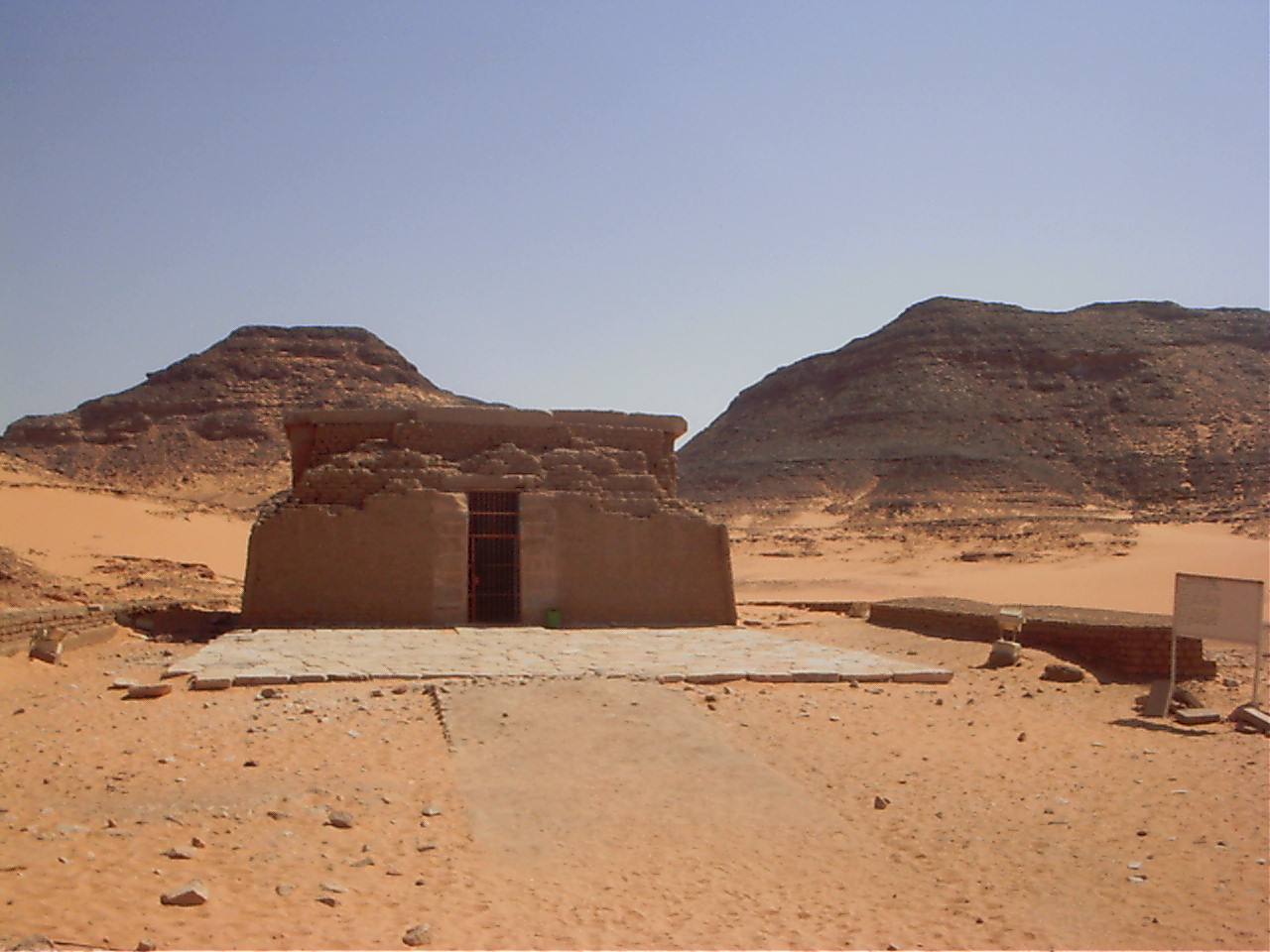
نمای معبد آمادا

 معبد آمادا، قدیمی‌ترین معبد مصری در نوبیان، نخستین‌بار توسط فرعون توتموز سوم از سلسله هجدهم ساخته شد و به آمون و ری هوراختی اختصاص یافت. پسرش و جانشین وی آمنهوتپ دوم برنامه تزئینات این ساختمان را ادامه داد. جانشین آمنهوتپ دوم، توتمس چهارم تصمیم گرفت که سقف را بر فراز بنا بگذارد و آن را به یک سالن ستون یا هیپوستیل تبدیل کند. در دوره آمارنا، آخناتون نام آثار آمون را در تمام معابد نابود کرد اما بعداً توسط ستی اول از سلسله نوزدهم مصر باستان بازسازی شد. سلاطین مختلف سلسله نوزدهم بویژه ستی اول و رامسس دوم نیز مرمت‌های جزئی انجام داده و به دکوراسیون معبد افزودند. در دوره قرون وسطی این معبد به کلیسا تبدیل شد.

## داخل معبد

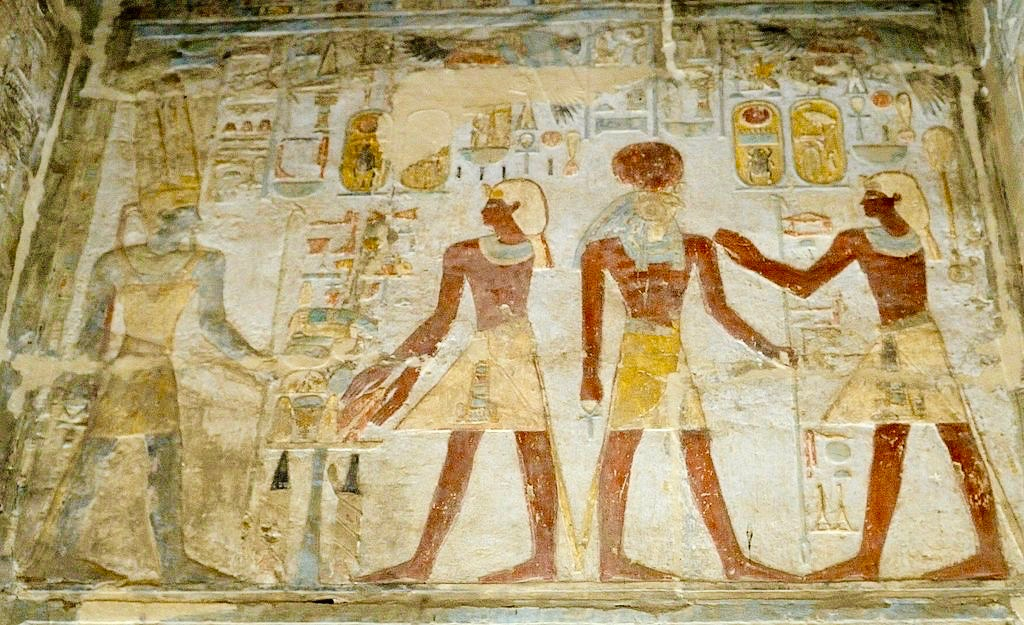
امداد توتموز سوم فرعون مصر قبل از خدایان در معبد آمادا

طرح اولیه ساختمان شامل یک ستون و رواق است که به پناهگاه منتهی می‌شود. با این حال، هنگامی که توتمس چهارم سقف پیشانی باز را پشت بام قرار داد، ستون‌ها و دیوارها با ارائه صحنه‌هایی تزئین شده بودند، با کسانی که شامل توتمس چهارم در سمت چپ و توتمس سوم و آمنهوتپ دوم در سمت راست بودند. اگرچه این معبد نمای بیرونی کسل کننده و فروپاشی دارد، اما ویژگی‌های داخلی آن از بعضی از ظریف‌ترین برش‌های برجسته با رنگ‌های روشن و پر جنب و جوش برخوردار است.
بهترین نقوش برجسته نقاشی شده در قسمت داخلی معبداست که توتمس سوم و آمنهوتپ دوم در معرض نمایش قرار می‌گیرند یا به خدایان مختلف مصر تقدیم می‌کنند. سمت چپ هشتی نشان می‌دهد که آمنهوتپ دوم توسط تاج و هوروس تاج گذاری می‌شود و با یک پارچه و یک شکاف (ابزار پیمایش) در حال دویدن است. اتاق دیگر در کنار پناهگاه حاوی چندین صحنه جالب و تسخیر برای معبد است که آیین کشش بند ناف، ساختن مراسم و ریختن آجرها و ارائه معبد به خدایان خود را به تصویر می‌کشد.

## سوابق تاریخی
دو کتیبه تاریخی مهم از معبد آمادا وجود دارد. قدیمی‌ترین، مربوط به سال ۳ آمنهوتپ دوم، روی ستون‌هایی با سطح بالا در دیوار عقب (شرقی) پناهگاه قرار دارد. متن آن توصیف یک جنگ بی رحمانه نظامی فرعون در آسیا است:
اعلیحضرت پس از آنکه هفت تن از روسای ناحیه تاکسی (سوریه) را که پس از آن به وارونه از قایق اعلیحضرت آویزان شده بودند، با خوشحالی به پدرش آمون بازگرداند.
آمنهوتپ دوم در ادامه توضیح می‌دهد که چگونه او شش تن از سرهای مرده را بر روی دیوارهای طبس به دار آویخت، در حالی که هفتمین در دیوارهای ناپاتا آویزان شده بود. این کار به عنوان یک هشدار روشن برای موضوع نوبیان در مورد پیامدهای خطرناک شورش در زمان سلطنت آمنهوتپ انجام شد. در متن دوم تاریخی، بر روی استلا حک شده در ضخامت سمت چپ (شمالی) از در ورودی، به شکست حمله به لیبی در سال ۴ مرنپتا اشاره شده‌است.
این معبد توسط مسافران اولیه توصیف شده و اولین بار توسط هنری گوتیه در سال ۱۹۱۳ منتشر شد.
بین سالهای ۱۹۶۴ و ۱۹۷۵، معبد از مکان اصلی خود به مکانی جدید حدود ۶۵ متر ارتفاع و ۲/۵ کیلومتری از محل اصلی خود منتقل شد. خرد کردن آن در بلوکها، همان‌طور که با معابد دیگر انجام شد، گزینه ای نبود. نقاشی زنده نمی‌ماند. کریستین دنروشس نوبلوکورت با دیدن این خسارات از دو معمار خواست که روشی را برای جابجایی معبد در یک قطعه پیشنهاد دهند. ایده آنها این بود که معبد را روی ریل‌ها قرار دهند و آن را به صورت هیدرولیکی به مکانی در چند کیلومتری که بیش از ۶۰ متر بالاتر بود منتقل کنند.
معبد صخره‌ای دره نیز به محل جدید آمادا منتقل شد.

## نگارخانه

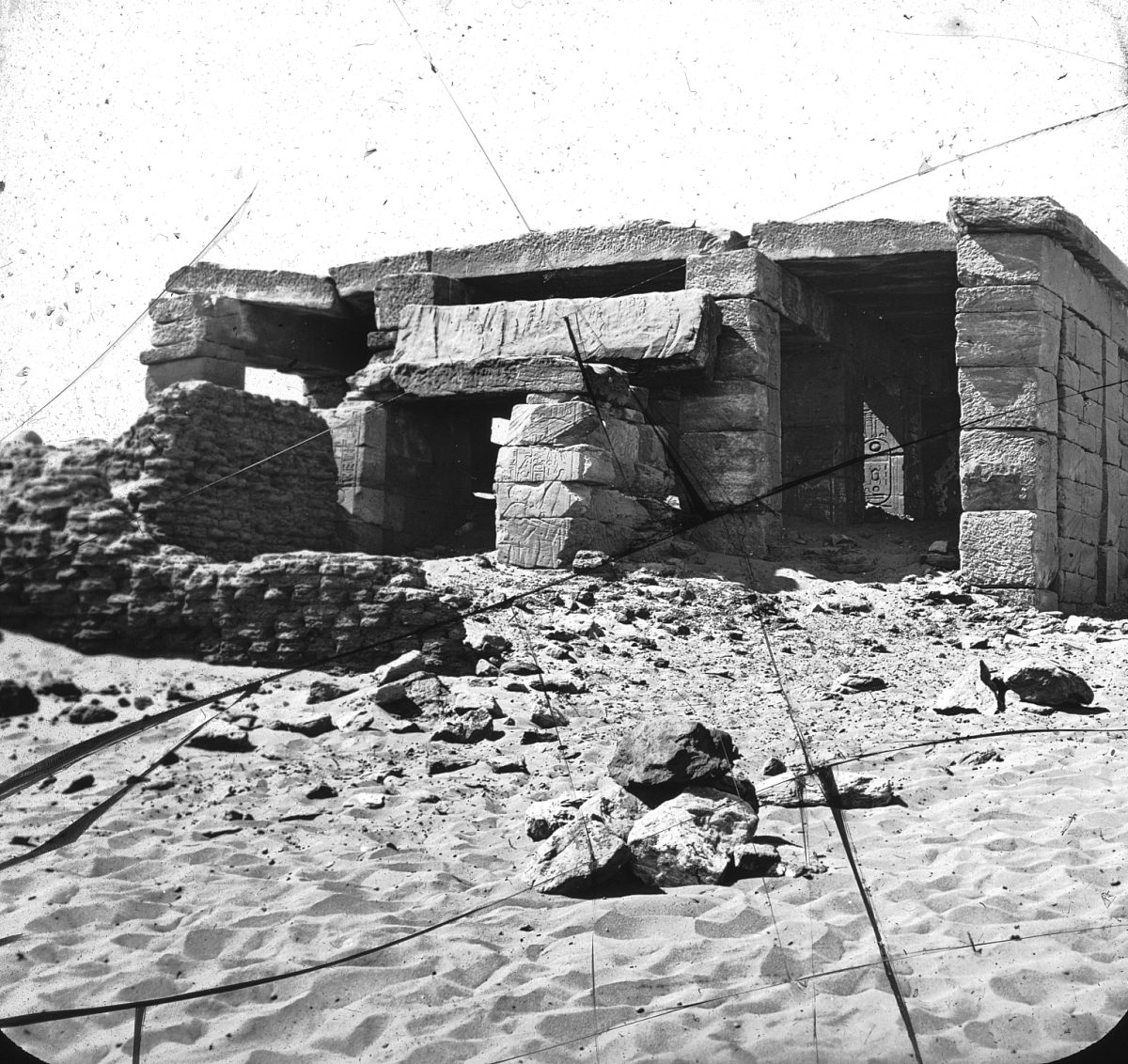
مصر - معبد آمادا
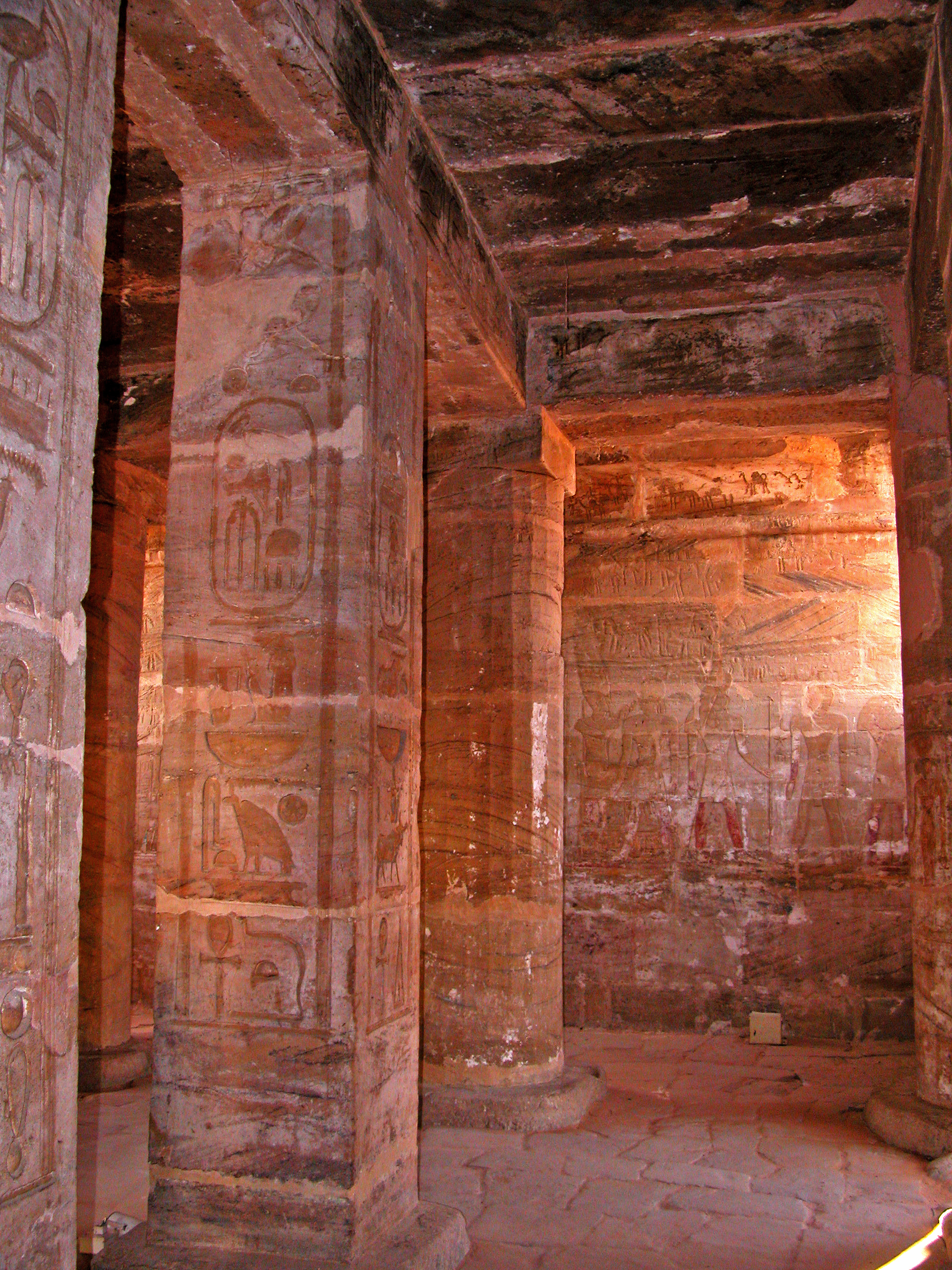
فضای داخل معبد آمادا
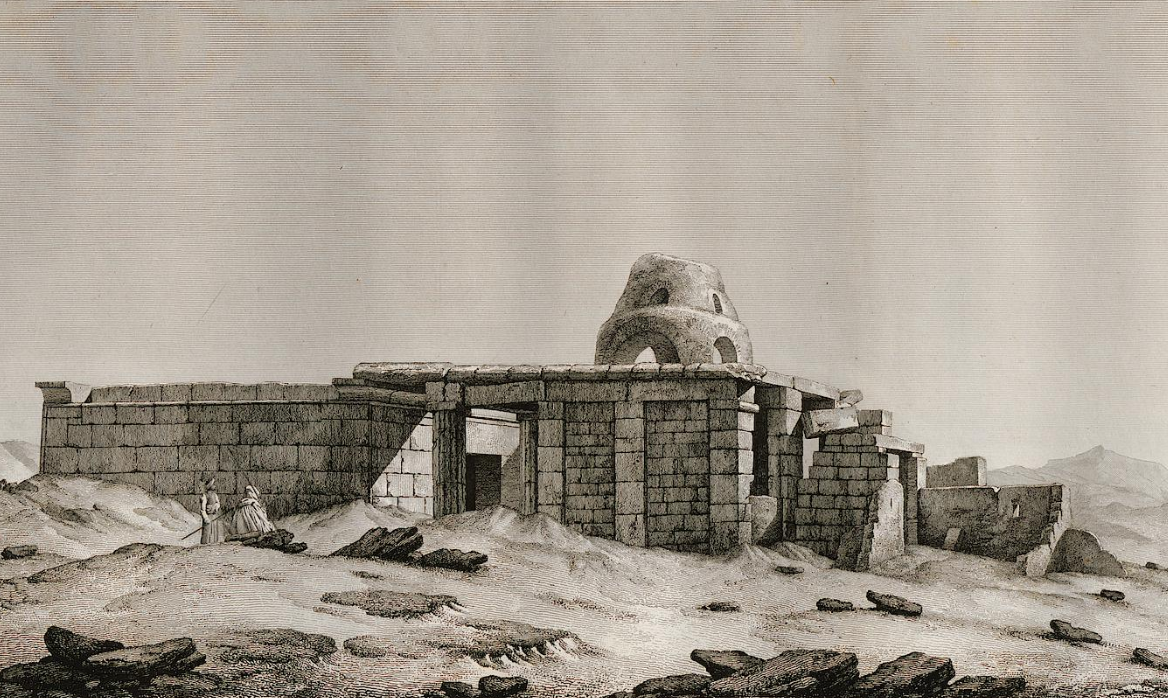
معبد آمادا در سال ۱۸۲۲
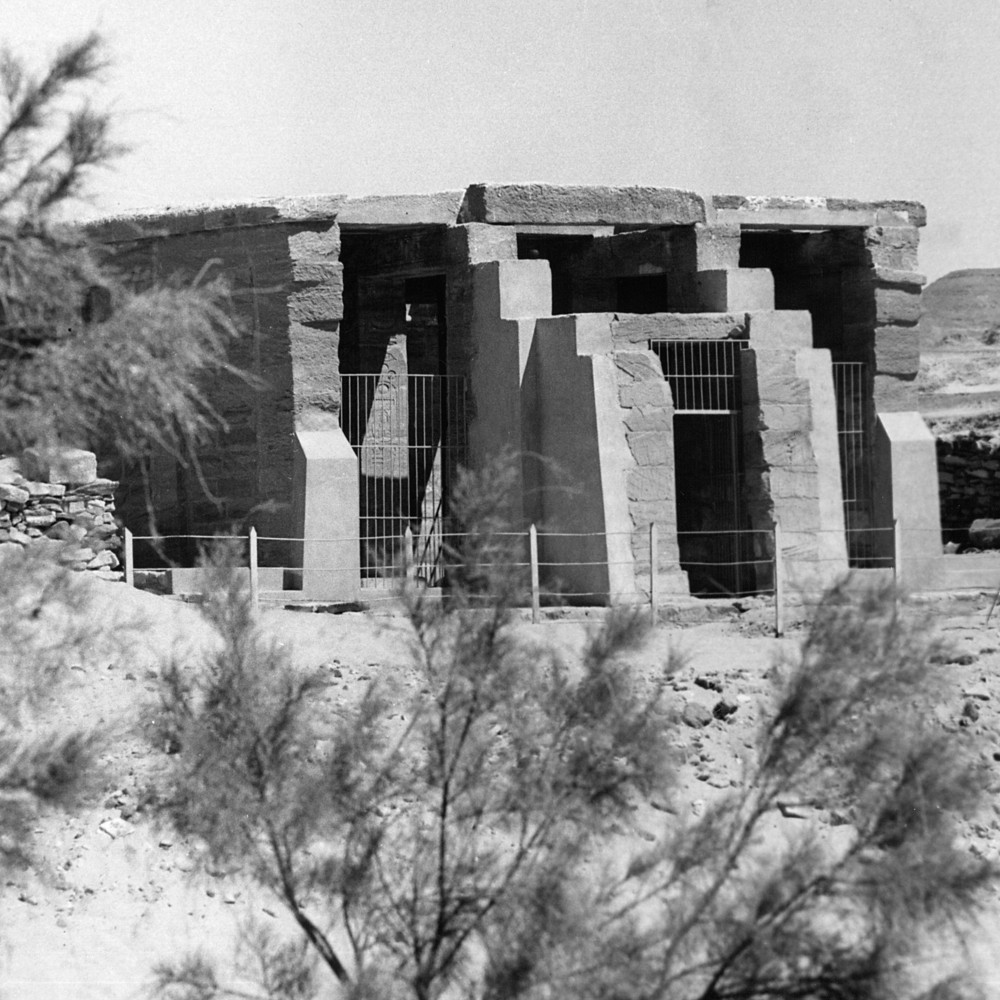
نمای بیرونی معبد
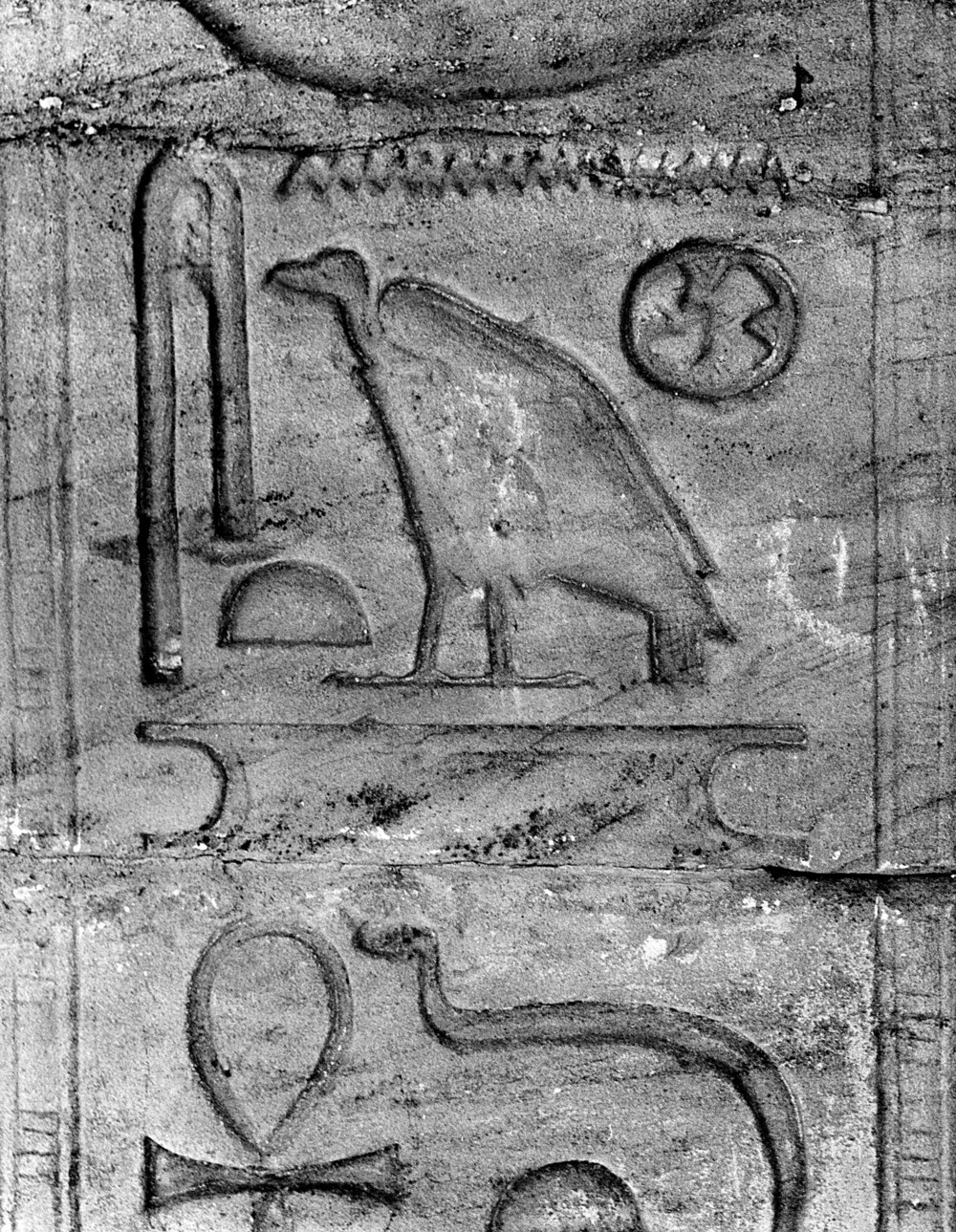
کتیبه‌های در تالار هیپوستیل مربوط به پروردگار جزیره بیگجه